# ویلیان لانز دی لیما
ویلیان لانز دی لیما (به پرتغالی: Willian Lanes de Lima) مدافع اهل برزیل است که در شهر ریبرآ پرتو و در تاریخ ۱۰ فوریهٔ ۱۹۸۵ به دنیا آمده است.
ویلیان لانز دی لیما در تیم‌های فوتبال اتلتیکو مینیرو سابقهٔ حضور دارد.

## باشگاه‌ها
لیما دوران حرفه‌ای خود را در باشگاه‌های مختلفی سپری کرده است:
- کورینتیانس-آل (Corinthians-AL): ۲۰۰۳–۲۰۰۴
- اتلتیکو مینیرو (Atlético Mineiro): ۲۰۰۴–۲۰۰۷ و ۲۰۱۰–۲۰۱۲
- رئال بتیس (Real Betis): ۲۰۰۷–۲۰۰۹
- پورتوگزا (Portuguesa): ۲۰۱۲–۲۰۱۳
- بوتافوگو-SP (Botafogo-SP): ۲۰۱۴
- فورتالزا (Fortaleza): ۲۰۱۴–۲۰۱۷
- ایتوانو (Ituano): ۲۰۱۷
- آمریکا مینیرو (América Mineiro): ۲۰۱۷–۲۰۱۹

در دوران حضورش در رئال بتیس، لیما با مشکلاتی در زمینهٔ دریافت پاسپورت ایتالیایی مواجه شد که در نهایت در ۲۹ اوت ۲۰۰۷ حل شد. او در ۳۱ اکتبر ۲۰۰۷ اولین بازی خود را در لالیگا انجام داد. در فصل دوم حضورش در بتیس، تنها ۳۶ دقیقه بازی کرد و در نهایت تیم به دسته پایین‌تر سقوط کرد.